# قلعة شيخ (الريف الشرقي)
قلعة شيخ (بالفارسية: قلعه شیخ) هي منطقة سكنية تقع في إيران في قسم الريف الشرقي الريفي. يقدر عدد سكانها بـ 143 نسمة بحسب إحصاء 2016.